# Stojan Batschwarow
Stojan Batschwarow (bulgarisch Стоян Бъчваров; * 1. August 1967) ist ein ehemaliger bulgarischer Eishockeyspieler, der viermal bulgarischer Meister und zweimal türkischer Meister wurde. Er ist derzeit als Generalmanager der bulgarischen Nationalmannschaft tätig. Auch im Inlinehockey war er für sein Heimatland als Spieler und Nationaltrainer aktiv.

## Karriere
Stojan Batschwarow spielte in seiner Karriere für verschiedene Klubs in der bulgarischen Eishockeyliga und der türkischen Superliga. Dabei wurde er mit dem İstanbul Paten SK 1998 und mit dem Büyükşehir Belediyesi Ankara SK 2003 türkischer Meister und mit dem HK Slawia Sofia 2004, 2005 und 2009 sowie mit Akademik Sofia 2007 bulgarischer Meister. 2000 gewann er mit dem HK Lewski Sofia, 2007 mit Akademik Sofia und 2004 und 2009 mit dem HK Slawia Sofia den bulgarischen Pokalwettbewerb. In den Spielzeiten 1999/2000, als er für Lewski spielte, und 2006/07, als er bei Akademik auf dem Eis stand, war er Topscorer der bulgarischen Liga. Nach dem dritten Meistertitel und dem zweiten Pokalsieg mit Slawia beendete er 2009 seine Karriere.

### International
Mit der bulgarischen Nationalmannschaft nahm Batschwarow zunächst an den B-Weltmeisterschaften 1992 und 1993, den C-Weltmeisterschaften 1989, 1991, 1994, 1995, 1999 und 2000 sowie der D-Weltmeisterschaft 1998 teil. Nach der Umstellung auf das heutige Divisionensystem spielte er 2001, 2002, 2003, 2004, 2005, 2006, 2007, 2008 und 2009 in der Division II. Zudem vertrat er seine Farben bei den Qualifikationsturnieren für die Olympischen Winterspiele in Turin 2006 und in Vancouver 2010. Mit 103 Punkten ist er bis heute der Topscorer der bulgarischen Nationalmannschaft.
Nach dem Ende seiner aktiven Karriere war er bei der U18-Weltmeisterschaft 2011 Assistenztrainer des bulgarischen Nachwuchses in der Division III. Bei der Herren-Weltmeisterschaft der Division III 2017 war er Generalmanager der bulgarischen Auswahl.

### Inlinehockey
Auch im Inlinehockey war Batschwarow für Bulgarien aktiv. So spielte er unter anderem bei der IIHF Inlinehockey-Weltmeisterschaft 2013 und war später Nationaltrainer der Bulgaren.

## Erfolge und Auszeichnungen
- 1991 Aufstieg in die B-Gruppe bei der C-Weltmeisterschaft
- 1998 Türkischer Meister mit dem İstanbul Paten SK
- 1998 Aufstieg in die C-Gruppe bei der D-Weltmeisterschaft
- 2000 Bulgarischer Pokalsieger mit dem HK Lewski Sofia
- 2000 Topscorer der Bulgarischen Eishockeyliga
- 2003 Türkischer Meister mit dem Büyükşehir Belediyesi Ankara SK
- 2004 Bulgarischer Meister und Pokalsieger mit dem HK Slawia Sofia
- 2005 Bulgarischer Meister mit dem HK Slawia Sofia
- 2007 Bulgarischer Meister und Pokalsieger mit Akademik Sofia
- 2007 Topscorer der Bulgarischen Eishockeyliga
- 2009 Bulgarischer Meister und Pokalsieger mit dem HK Slawia Sofia